# Giorgia Bronzini
Pour les articles homonymes, voir Bronzini.
Giorgia Bronzini, née le 3 août 1983 à Plaisance en Émilie-Romagne, est une coureuse cycliste italienne retraitée, reconvertie en directrice sportive après sa carrière.
Pure sprinteuse, elle a remporté le Tour de Nuremberg en 2005, deux championnats du monde sur route en 2010 et 2011, ainsi que cinq étapes du Tour d'Italie. Elle remporte le Tour de Drenthe à deux reprises. Spécialiste de la course aux points sur piste, Giorgia Bronzini est sacrée championne du monde junior de la discipline en 2001, puis championne d'Europe espoirs en 2003. En élite, elle compte un titre de championne du monde de course aux points en 2009, ainsi que trois victoires consécutives en Coupe du monde, de 2009 à 2011, dans la même discipline.

## Biographie
Elle a un diplôme dans la branche touristique. Elle s'est enrôlée le 8 janvier 2008 dans le corps forestier d'État. Elle fait partie de l'équipe de sportifs de haut niveau du corps.

### Débuts
Elle commence la compétition sur route à l'âge de huit ans. Elle pratique également rapidement la piste et le VTT en parallèle. Son premier club est le Gruppo Sportivo Zeppi de sa ville natale où elle court en 1994 et 1995 en catégorie benjamins. En 1996, elle passe au club du Pontenure Zeppi en minimes. L'année suivante, elle devient championne d'Italie sur route minimes avec le club Chirio-Batik. De 1998 à 1999, elle fait partie du club Emanuela et devient championne d'Italie VTT cadette en 1999.
En 2000, elle rejoint le club Hard Rock. L'année suivante, elle devient membre de l'équipe Top Girls Fassa Bortolo. Ses premiers grands succès internationaux sont ses titres de championne d'Europe et du monde sur piste juniors en course aux points. Elle est également sélectionnée pour les championnats du monde sur route à Lisbonne. Elle est quatrième du contre-la-montre et cinquième de la course en ligne.

### Premières années professionnelles (2002-2004)
En 2002, elle reste à la Fassa Bortolo et devient ainsi directement professionnelle en sortant de la catégorie juniors. Elle gagne le trophée Da Moreno à Cittiglio, la coupe Nonna Rosa à Cecina et se classe huitième des championnats d'Italie sur route ainsi que cinquante-septième des championnats du monde à Zolder. Sur piste, elle gagne la médaille d'argent des championnats d'Europe espoirs en course aux points.
En 2003, elle rejoint l'équipe Aušra Gruodis-Safi. Après une septième place au championnat d'Italie, elle participe au Tour d'Italie et finit troisième de la septième étape. Elle est également troisième au GP de Cento et cinquième des championnats d'Europe sur route à Athènes. En septembre, elle remporte sa première victoire de la saison sur la première étape du Tour de Toscane. Elle s'impose encore sur la quatrième et septième étape du même tour. Aux championnats d'Europe sur piste espoirs, elle obtient la médaille de bronze au scratch et le titre en course aux points.
En 2004, elle court pour la Safi-Pasta Zara Manhattan. En mars, elle finit cinquième du Gran Premio Castilla y León, une épreuve de coupe du monde. En avril, elle gagne le Tour de Drenthe puis trois étapes de l'Eko Tour Dookola Polski en Pologne. Elle est sélectionnée pour les Jeux olympiques et finit trente-septième de la course en ligne. Elle gagne une étape de l'Holland Ladies Tour puis se classe dixième du Rotterdam Tour et dix-huitième du Tour de Nuremberg toutes les deux épreuves de coupe du monde.

### Victoires au Giro (2005-2007)
En 2005, elle s'engage avec Chirio-Forno d'Asolo. En mars, elle remporte le GP de Brissago. Le mois suivant, elle se classe cinquième du Tour des Flandres. Elle gagne la Berry Classic Cher, le Tour du Frioul puis deux étapes du Tour du Trentin. Elle termine troisième des championnats d'Italie. Au Tour d'Italie, elle gagne la troisième, la septième et la neuvième étapes. Ces succès lui permette de remporter le classement par points. En septembre, elle est treizième du Rotterdam Tour et s'impose au Tour de Nuremberg. C'est sa première victoire en coupe du monde. Elle gagne encore deux étapes au Tour de Toscane et prend la septième place des championnats du monde de Madrid. Elle termine la saison à la quatrième place de la coupe du monde. Sur piste, elle obtient la médaille d'argent en course aux points des championnats d'Europe espoirs.
En 2006, elle rejoint l'équipe AS Team FRW. Elle ne gagne que deux courses dans la saison : une étape du  Trophée d'Or et une du Tour de Toscane. Elle prend également deux secondes places au Tour d'Italie. En coupe du monde, elle se classe quatorzième de la Geelong World Cup, deuxième du Grand Prix de Plouay et troisième du Tour de Nuremberg. Elle occupe la neuvième place de la compétition à la fin de la saison.
En 2007, elle retourne chez Safi-Pasta Zara Manhattan. Elle est deuxième en avril du Trofeo Alfredo Binda-Comune di Cittiglio, première du GP de Dottignies, huitième du Tour de Drenthe, première de la Novilon Euregio Cup et du GP de la libération. Elle gagne deux étapes du Tour de Prince Edward Island. Elle finit troisième du championnat d'Italie. Elle s'impose sur la première étape du Tour d'Italie et sur deux étapes du Trophée d'or. Elle est cinquième à Plouay, deuxième de la journée rose de Nove et gagne la quatrième étape du Tour de Toscane. En septembre, elle obtient la médaille de bronze des championnats du monde de Stuttgart remporté par sa compatriote Marta Bastianelli.

### Premiers titres sur piste (2008-2009)
En 2008, elle devient membre de l'équipe Titanedi-Frezza-Acca Due O
, qui est liée à l'équipe Safi-Pasta Zara Manhattan. Après avoir fait quelques places d'honneur en début de saison, elle gagne deux étapes du Tour de Pologne en mai. Elle est de nouveau troisième du championnat national et gagne deux nouvelles étapes au Tour d'Italie. Elle remporte encore une étape sur la Route de France. Elle gagne les quatre premières étapes du Trophée d'Or féminin. Elle perd le maillot de leader lors de la cinquième étape sur crevaison. Elle s'impose également dans le Championnat de Zurich en Suisse. Elle finit quatorzième du championnat du monde de Varèse. Aux championnats d'Italie sur piste, elle gagne le titre en course aux points et termine deuxième de la poursuite par équipes avec Annalisa Cucinotta et Alessandra D'Ettorre.
Elle est de nouveau chez Safi-Pasta Zara-Titanedi en 2009. En ouverture de saison, elle gagne deux étapes du Tour du Qatar et se classe ainsi deuxième du classement général. En avril, elle obtient des places d'honneur sur les manches de coupe du monde : dix-neuvième au Tour des Flandres puis quatorzième du Tour de Drenthe. Elle gagne pour la deuxième fois le Grand Prix de la libération puis trois étapes du Tour de Prince Edward Island. Après une deuxième place sur une étape de la Grande Boucle, elle se classe, pour la troisième fois de rang, troisième du championnat d'Italie. Elle récolte la médaille de bronze aux Jeux méditerranéens à Pescara remportés par Luisa Tamanini. En juillet, elle est deuxième de deux étapes du Giro puis elle remporte le Grand Prix de Cento. En septembre, elle remporte la deuxième étape du Tour de Toscane. Elle doit abandonner durant les championnats du Monde de Mendrisio. Aux championnats du monde sur piste à Pruszków, elle gagne le titre en course aux points. Toujours dans la discipline, elle conserve son titre national et gagne la coupe du monde sur piste. Elle s'impose également au Gran Caracol de Pista en Colombie, une épreuve de trois jours, où elle remporte cinq des neuf courses au programme.

### Deux titres de championne du monde sur route consécutifs (2010-2011)
En 2010, elle court pour l'équipe Gauss-RDZ-Ormu. En février, elle gagne la deuxième étape et le classement général du Tour du Qatar. En avril, elle est dix-septième du Tour des Flandres et surtout troisième du Tour de Drenthe. Le mois suivant, elle gagne trois courses en huit jours : le Grand Prix GFM Meccanica, la
Muri Fermani et le Trophée Alberto Vannucci. Elle finit cinquième du Grand Prix de la Ville de Valladolid, puis obtient deux deuxième et une troisième place dans les étapes du Tour d'Italie. Elle gagne de nouveau le Grand Prix de Cento et deux étapes du Tour de Toscane. À Melbourne, elle remporte le championnat du monde sur route en devançant au sprint Marianne Vos et Emma Johansson. Aux championnats d'Italie sur piste, elle gagne la course aux points et finit deuxième du scratch. Elle remporte de nouveau la coupe du monde en course aux points.

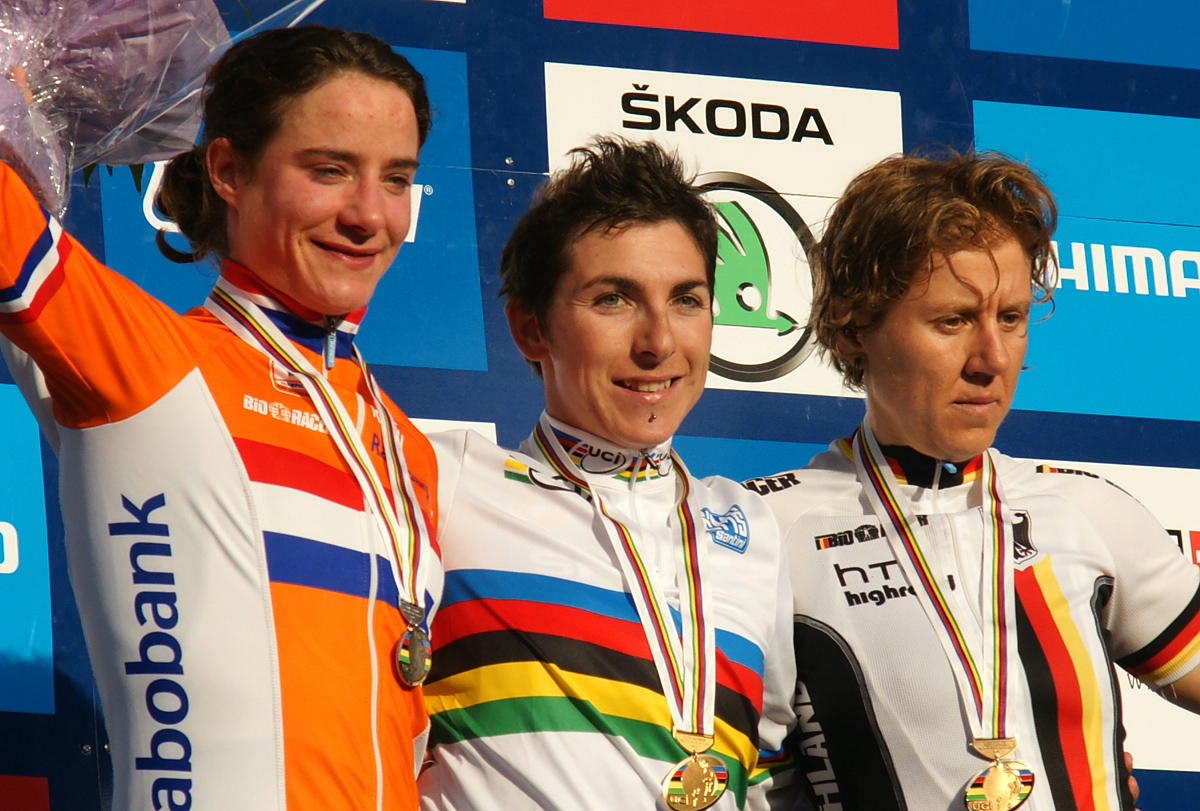
Podium des championnats du monde 2011 à Copenhague : Marianne Vos, Giorgia Bronzini et Ina-Yoko Teutenberg.

En 2011, elle retourne dans l'équipe Forno d'Asolo-Colavita, où elle a déjà couru en 2005. Elle se classe deuxième dans deux étapes du Tour du Qatar. Elle est troisième du Tour de Drenthe puis remporte une troisième fois de rang le Grand Prix de la libération. C'est sa première victoire avec le maillot arc-en-ciel. Elle s'impose aussi au Grand Prix Cycliste de Gatineau, à la Liberty Classic et dans trois étapes du Nature Valley Grand Prix. Elle participe au Tour d'Italie et obtient deux deuxième place et une quatrième dans les différentes étapes. Elle est aussi troisième du Grand Prix de Cento. Le 24 septembre, à Copenhague, elle remporte une nouvelle fois le titre mondial en battant au sprint Marianne Vos, comme l'année précédente, et Ina-Yoko Teutenberg. Sur piste, elle obtient la médaille de bronze aux championnats du monde de course aux points. Aux championnats nationaux, elle est deuxième du scratch. Elle remporte pour la troisième fois consécutive la coupe du monde en course aux points.

### Une saison décevante (2012)
En 2012, elle retourne dans l'équipe Diadora-Pasta Zara, où elle a couru en 2004, 2007 et 2009. Elle court au Tour du Qatar, mais fait une lourde chute dans la deuxième étape,
. Elle parvient toutefois à remonter sur le vélo et est septième de la dernière étape. En mars, elle fait deux places d'honneur sur les épreuves de Coupe du monde : quatrième du Tour de Drenthe et douzième du Trofeo Alfredo Binda-Comune di Cittiglio. Elle est quatrième à  Padoue et au Grand Prix de la ville de Roulers. Elle prend ensuite le départ du Grand Prix Elsy Jacobs, où elle chute et se luxe l'épaule ce qui l'éloigne des courses durant quelques semaines.
En revient en mai aux États-Unis pour l'Exergy Tour, où elle est de nouveau impliquée dans une chute. À la Liberty Classic, elle est troisième derrière Ina-Yoko Teutenberg et Rochelle Gilmore. Elle finit ensuite vingtième du championnat d'Italie. Au Tour d'Italie, elle est troisième de la première étape derrière l'incontournable Marianne Vos et Shelley Olds. Elle est encore deuxième de la cinquième étape, derrière Tiffany Cromwell, puis de nouveau troisième de la septième étape. Elle porte une journée le maillot de la meilleure italienne au classement général.
Elle est sélectionnée pour la course en ligne des Jeux olympiques de Londres. Elle est cinquième de la course remportée par Marianne Vos. Elle participe au Trophée d'Or sous le maillot de l'équipe Forno d'Asolo-Colavita et y remporte trois étapes, ses trois premiers succès de la saison. La semaine suivante, elle y ajoute deux étapes du Tour de Toscane. Aux championnats du monde, elle termine vingtième.
Sur piste, elle prend la quatrième place de la course aux points du championnat du monde de Melbourne. Elle s'empare une nouvelle fois du titre national dans la discipline.

### Nombreux succès d'étapes (2013)
En 2013, elle s'engage dans l'équipe britannique Wiggle Honda. En janvier, elle participe au Tour du Qatar et est troisième de la troisième étape. Elle termine ensuite onzième du Samyn des Dames, deuxième du Drentse 8 van Dwingeloo, battue par Marianne Vos, puis vint-troisième du Tour de Drenthe,,.
Mi-mars, elle gagne à Padoue, mais doit abandonner la semaine d'après durant la Binda. Elle est treizième du Tour des Flandres, puis onzième du Grand Prix de Dottignies. Elle est battue par Kirsten Wild à la Ronde van Gelderland. Au Grand Prix Elsy Jacobs, elle s'impose sur la première étape en réglant le sprint du groupe de tête. Dans la dernière étape, elle est deuxième derrière Marianne Vos. Elle est deuxième du classement général final. La semaine suivante, elle remporte Knokke-Heist - Bredene au sprint.
En mai, elle se rend en Chine. Elle gagne la deuxième étape du Tour de l'île de Chongming, puis se classe deuxième de l'épreuve de Coupe du monde éponyme, où par la faute d'un signaleur, elle a un moment fait une erreur de parcours,. Dans la première étape du Tour de l'île de Zhoushan, elle bat au sprint Elisa Longo Borghini au bout d'une longue échappée à deux. Grâce aux bonifications, elle s'impose au classement général de la course. C'est sa première victoire dans une course à étapes,.
Elle prend la médaille d'argent des championnats d'Italie remportés par Dalia Muccioli. Au Tour d'Italie, elle remporte la deuxième étape à Pontecagnano Faiano en devançant la malchanceuse Marianne Vos, qui a perdu l'équilibre à cause d'un trou sur la route et a déclipsé. Elle est deuxième de la septième étape, cette fois-ci derrière la Néerlandaise.
Après une pause, elle reprend la compétition à la Route de France, où elle réalise l'exploit de remporter les six premières étapes de l'épreuve. Elle ne remporte cependant pas la course, la dernière étape se montrant décisive. Elle y perd du terrain face à Linda Villumsen. Elle est dixième de l'Open de Suède Vårgårda. Elle participe ensuite au Trophée d'Or, où elle prend une deuxième et une troisième place,. En septembre, elle gagne la première, troisième et septième étape, ainsi que le classement par points du Tour de l'Ardèche. Au Tour de Toscane, elle gagne la première étape en devançant au sprint Rossella Ratto et Marianne Vos. Dans la quatrième et dernière étape, elle décide comme 59 autres participantes de ne pas prendre le départ pour protester contre le manque de sécurité sur la course,,.
Aux championnats du monde sur piste, elle finit onzième du scratch puis s'adjuge la médaille de bronze en course aux points.

### 2015

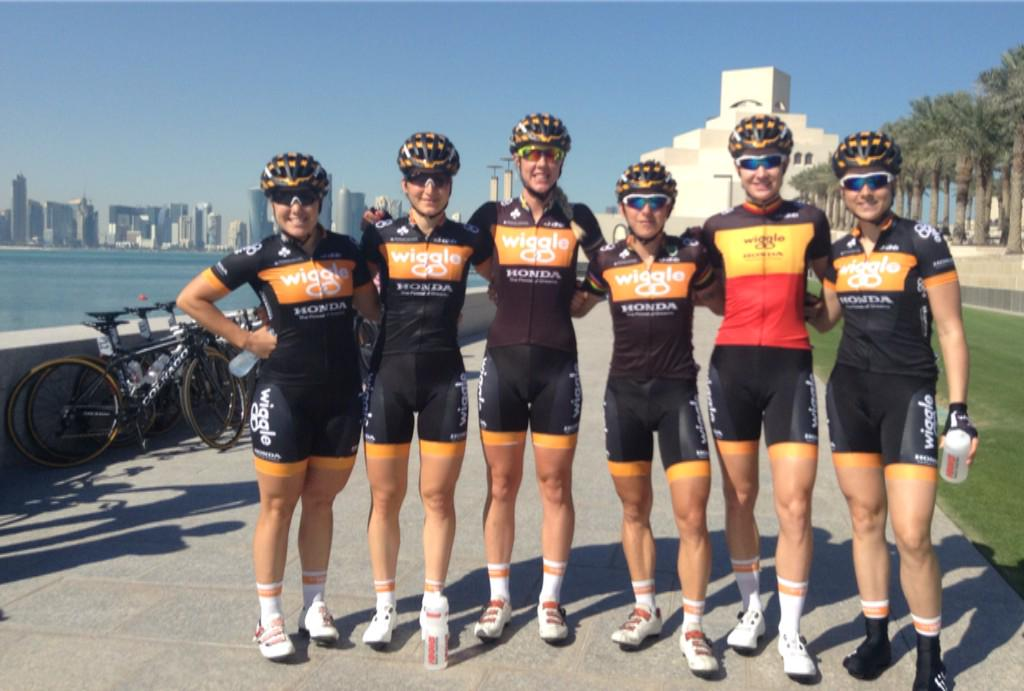
Wiggle Honda lors du Tour du Qatar 2015. (de gauche à droite : Chloe Hosking, Elisa Longo Borghini, Emilia Fahlin, Giorgia Bronzini, Jolien D'Hoore, Audrey Cordon)

Elle commence la saison sur route au Tour du Qatar et finit deuxième de la première étape qui se finit au sprint.
Début mars, au  Drentse 8 van Dwingeloo, elle prend la bonne échappée de huit coureuses qui part à l'arrivée sur le petit circuit. Elle devance ensuite ses compagnons d'échappée au sprint. En mai, lors du Tour de l'île de Chongming, l'équipe souhaite lancer le sprint pour l'Australienne. Toutefois le final est confus et Giorgia Bronzini perd sa leader et décide de défendre ses chances en suivant Kirsten Wild. Elle remporte ainsi la manche de Coupe du monde.
Sur la Route de France, elle remporte les troisième et sixième étapes au sprint. Fin août, elle est deuxième de l'Open de Suède Vårgårda derrière sa coéquipière Jolien D'Hoore. Elle est sélectionnée en fin de saison pour la course en ligne des championnats du monde.

### 2016
La troisième étape de l'Emakumeen Euskal Bira est certes vallonnée mais se conclut par un sprint massif. Giorgia Bronzini y devance Carmen Small et Rossella Ratto. Dans la perspective des Jeux olympiques de Rio, elle prouve ainsi qu'elle est capable de suivre le rythme sur un relief important et de sprinter par la suite.
Au Tour d'Italie, sur la première étape, Elisa Longo Borghini attaque avec de Katarzyna Niewiadoma, Evelyn Stevens et Megan Guarnier bientôt rejointe par cinq autres coureuses dont Mara Abbott et Giorgia Bronzini. Celle-ci s'impose dans ce sprint limité. Les troisième et quatrième étapes se disputent au sprint. Chloe Hosking remporte la première, Giorgia Bronzini se classant troisième,. Elle gagne ensuite la huitième étape.

### 2017

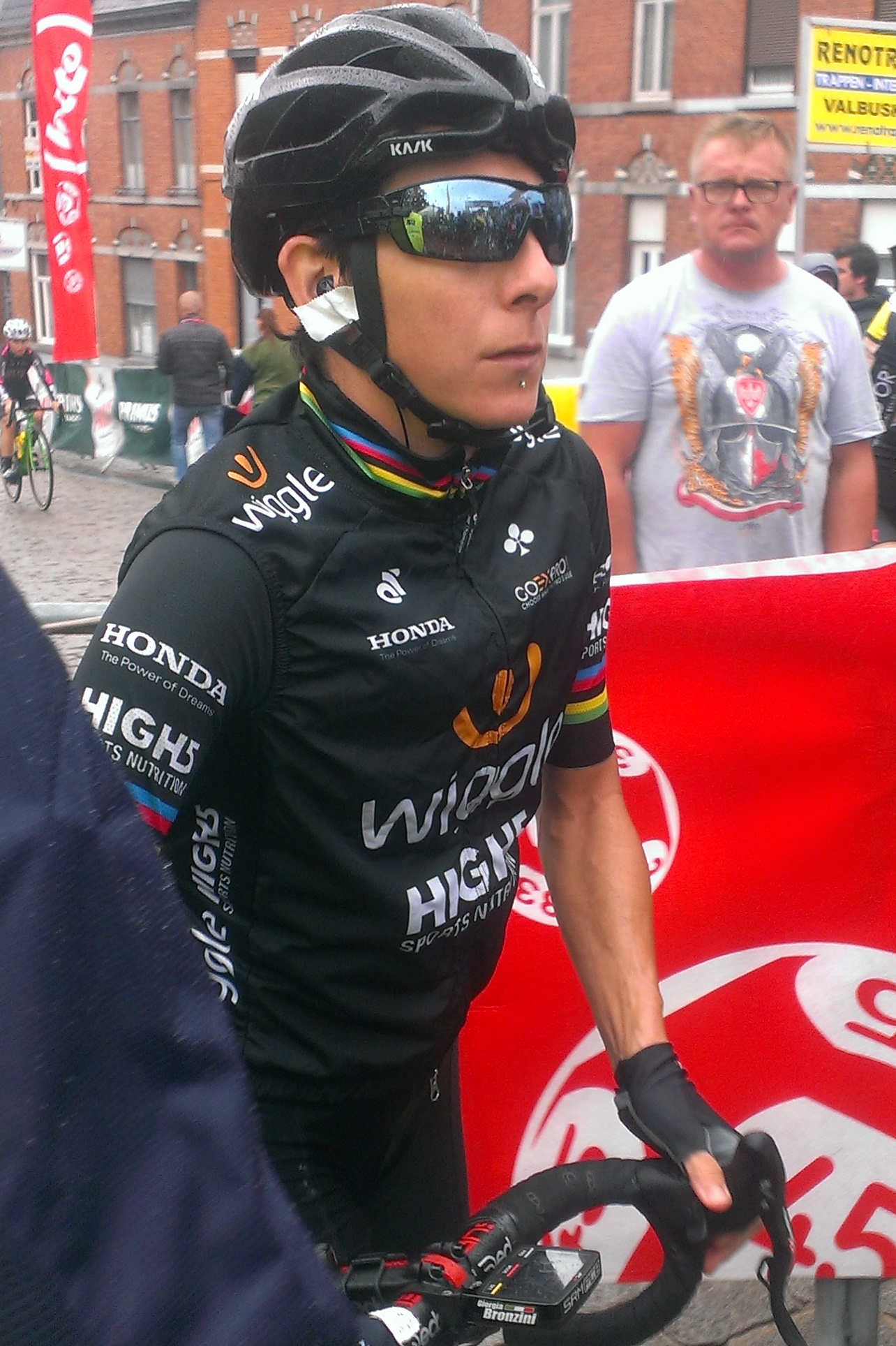
Au Tour de Belgique 2017

Au Tour de Californie, une équipe de quatre coureuses avec pour leader Giorgia Bronzini prend le départ. Sur la troisième étape, l'Italienne est victime d'une crevaison en fin d'étape. Elle parvient cependant à reprendre sa place dans le peloton et se classe troisième du sprint derrière Coryn Rivera et Arlenis Sierra,. Le lendemain, elle s'impose en sautant dans les derniers mètres Kirsten Wild et Coryn Rivera,.
Au Women's Tour, Giorgia Bronzini prend la quatrième place de la première étape,. Bronzini est de nouveau quatrième sur la troisième étape dans le sprint massif puis sixième de la quatrième étape après que l'équipe a manqué l'échappée du jour,. Elle est ensuite deuxième du championnat d'Italie sur route derrière sa coéquipière Elisa Longo Borghini. 
Au Tour d'Italie, Giorgia Bronzini finit troisième des sprint des sixième et neuvième étapes. Aux championnats d'Europe sur route, Giorgia Bronzini et Elisa Longo Borghini font partie de l'échappée décisive de sept coureuses. Giorgia Bronzini se classe deuxième, battue au sprint par Marianne Vos.
Aux championnats d'Europe sur route, Giorgia Bronzini et Elisa Longo Borghini font partie de l'échappée décisive de sept coureuses. Giorgia Bronzini se classe deuxième, battue au sprint par Marianne Vos.

### 2018
Le 15 août, elle annonce que la saison 2018 est sa dernière saison comme cycliste professionnelle et qu'elle rejoint, à partir de 2019, la nouvelle équipe Trek Factory Racing en tant que directrice sportive.

## Personnalité
Giorgia Bronzini est connue pour être une boute-en-train.

## Palmarès sur route

### Palmarès par années
| - 2001 - 4e du championnat du monde du contre-la-montre juniors - 5e du championnat du monde sur route juniors - 2003 - 1re, 4e et 6e étapes du Tour de Toscane féminin-Mémorial Michela Fanini - 2e du Tjejtrampet - 3e du Grand Prix Carnevale d'Europa - 5e du championnat d'Europe sur route juniors - 2004 - 1re étape de la Novilon Euregio Cup - 1re, 2e et 4e étapes du Eko Tour Dookola Polski - 6e étape du Holland Ladies Tour - 5e du Gran Premio Castilla y Leon - 10e du Rotterdam Tour - 2005 - Tour du lac Majeur - Tour du Frioul - 1re et 3e étapes du Tour du Trentin-Haut-Adige-Tyrol-du-Sud - 3e, 6e et 9e étapes du Tour d'Italie - Tour de Nuremberg - 4ea et 6e étapes du Tour de Toscane féminin-Mémorial Michela Fanini - Ladies Berry Classic's - 3e du championnat d'Italie sur route - 3e du Gran Premio della Liberazione - 5e du Tour des Flandres - 6e du championnats du monde sur route - 2006 - 2ea étape du Trophée d'Or - 2eb étape du Tour de Toscane féminin-Mémorial Michela Fanini - 2e du Grand Prix de Plouay - 2e du Trofeo Riviera Della Versilia - 3e du Tour de Nuremberg - 2007 - Grand Prix de Dottignies - Tour de Drenthe - Gran Premio della Liberazione - 3e et 5e étapes du Tour de Prince Edward Island - 1re étape du Tour d'Italie - 3e et 6e étapes du Trophée d'Or - 4ea étape du Tour de Toscane féminin-Mémorial Michela Fanini - 2e du Trofeo Alfredo Binda-Comune di Cittiglio - Médaille de bronze du championnat du monde sur route - 3e du championnat d'Italie sur route - 3e du Trophée d'Or - 3e du Drentse 8 van Dwingeloo - 5e du Grand Prix de Plouay - 8e de l'Univé Tour de Drenthe - 2008 - 2e et 3e étapes du Tour de Pologne - 7e étape de la Route de France féminine - 1re, 2e, 3e et 4e étape du Trophée d'Or - Züri Metzgete - 3e du championnat d'Italie sur route - 3e du Gran Premio della Liberazione - 2009 - 1re et 3e étapes du Tour du Qatar - 1re, 3e et 4e étapes du Tour de Prince Edward Island - 2e étape du Tour de Toscane féminin-Mémorial Michela Fanini - Grand Prix Carnevale d'Europa - 2e du Tour du Qatar - Médaille de bronze de la course en ligne aux Jeux méditerranéens - 3e du championnat d'Italie sur route - 2010 - Championne du monde sur route - 2e étape du Tour du Qatar féminin - Grand Prix Carnevale d'Europa - 2e et 6e étapes du Tour de Toscane féminin-Mémorial Michela Fanini - 2e du Tour du Qatar féminin - 2e du Grand Prix international de Dottignies - 2e du Gran Premio della Liberazione - 3e de l'Univé Tour de Drenthe - 5e du GP de Valladolid - 2011 - Championne du monde sur route - Gran Premio della Liberazione - Grand Prix cycliste de Gatineau - 2e, 3e et 6e étapes du Nature Valley Grand Prix - Liberty Classic - 3e de l'Univé Tour de Drenthe - 3e du Grand Prix Carnevale d'Europa - 9e du Tour of Chongming Island World Cup | - 2012 - 4e, 5e et 6e étapes du Trophée d'Or féminin - 1re et 4e étapes du Tour de Toscane - 2e de Drentse 8 van Dwingeloo - 3e de la Liberty Classic - 4e de l'Univé Tour de Drenthe - 5e de la course en ligne des Jeux olympiques de Londres - 2013 - Classique de Padoue - 1re étape du Grand Prix Elsy Jacobs - Knokke-Heist-Bredene - 2e étape du Tour de l'île de Chongming - Tour de l'île de Zhoushan : - Classement général - 1re étape - 1re, 2e, 3e, 4e, 5e et 6e étapes de la Route de France - 1re, 3e et 6e étapes du Tour de l'Ardèche - 1re étape du Tour de Toscane - 2e de Drentse 8 van Dwingeloo - 2e du Ronde van Gelderland - 2e du Grand Prix Elsy Jacobs - 2e du Tour of Chongming Island World Cup - 2e du championnat d'Italie sur route - 10e de la course en ligne de l'Open de Suède Vårgårda - 2014 - Grand Prix international de Dottignies - 3e étape du Tour de l'île de Chongming - 3e étape du Tour de l'île de Zhoushan - 2e étape du Tour d'Italie féminin - 3e étape de la Route de France - 1re, 4e et 6e étapes du Tour de l'Ardèche - 2e du Tour du Trentin-Haut-Adige-Tyrol-du-Sud - 2e du Tour de Bochum - 3e du GP Comune di Cornaredo - 3e du Tour de l'île de Chongming - 3e du Tour of Chongming Island World Cup - 3e du Tour d'Émilie - 4e du championnat du monde sur route - 6e de la Route de France - 8e du Trofeo Alfredo Binda-Comune di Cittiglio - 2015 - 3e étape du Santos Women's Tour - Drentse 8 van Westerveld - Tour of Chongming Island World Cup - 2e et 6e étapes de la Route de France - 2e de la course en ligne de l'Open de Suède Vårgårda - 2e de La Madrid Challenge by La Vuelta - 2016 - Grand Prix international de Dottignies - 3e étape de l'Emakumeen Euskal Bira - 1re et 8e étapes du Tour d'Italie - 5e du contre-la-montre par équipes de l'Open de Suède Vårgårda - 6e du championnat d'Europe sur route - 10e du Trofeo Alfredo Binda-Comune di Cittiglio - 2017 - 4e étape du Tour de Californie - Médaille d'argent du championnat d'Europe sur route - 2e du championnat d'Italie sur route - 3e du Tour de Yorkshire - 6e de La Madrid Challenge by La Vuelta - 10e de la RideLondon-Classique - 2018 - 1re étape du Tour de l'île de Chongming - 2e étape de La Madrid Challenge by La Vuelta - 3e du championnat d'Italie sur route - 3e de la Cadel Evans Great Ocean Road Race - 6e du Tour de l'île de Chongming - 7e de l'Amstel Gold Race - 8e de la RideLondon-Classique |

### Classements mondiaux
| Année          | 2003 | 2004 | 2005 | 2006 | 2007 | 2008 | 2009 | 2010 | 2011 | 2012 | 2013 | 2014 | 2015 | 2016 | 2017 | 2018 |
| Classement UCI | 60e  | 31e  | 10e  | 22e  | 5e   | 18e  | 18e  | 8e   | 6e   | 11e  | 4e   | 6e   | 21e  | 51e  | 29e  |      |
| Coupe du monde | -    | 26e  | 5e   | 9e   | 30e  | -    | -    | 16e  | 23e  | 23e  | 9e   | 10e  | 8e   | -    | -    | -    |
| UCI World Tour | -    | -    | -    | -    | -    | -    | -    | -    | -    | -    | -    | -    | -    | 28e  | 24e  | 20e  |

### Grands tours

#### Tour d'Italie
13 participations :
- 2005 : 32e, vainqueur des 3e, 6e et 9e étapes.  Vainqueure du classement par points[80].
- 2006 : 51e.
- 2007 : 60e, vainqueur de la 1re étape.
- 2008 : 58e.
- 2009 : 67e.
- 2010 : 66e.
- 2011 : 83e.
- 2012 : 48e.
- 2013 : 72e, vainqueur de la 2e étape.
- 2014 : 59e, vainqueur de la 2e étape.
- 2015 : 66e.
- 2016 : 41e, vainqueur des 1re et 8e étapes.
- 2017 : 64e

## Palmarès sur piste

### Championnats du monde
- Pruszkow 2009
  -  Championne du monde de course aux points
  - 4e du scratch
- Apeldoorn 2011
  -  Médaillée de bronze de la course aux points
  - 7e du scratch
- Minsk 2013
  -  Médaillée de bronze de la course aux points
  - 11e du scratch
- Cali 2014
  - 8e de la course aux points
  - 9e du scratch
- Saint-Quentin-en-Yvelines 2015
  - 5e de la course aux points
- Hong Kong 2017
  - 7e de la course aux points[81]

### Coupe du monde
- 2004 
  - 3e du scratch à Moscou
- 2004-2005 
  - 2e de la course aux points à Sydney
- 2005-2006 
  - 1re de la course aux points à Los Angeles
- 2006-2007 
  - 1re de la course aux points à Moscou
  - 2e de la course aux points à Sydney
- 2007-2008 
  - 1re de la course aux points à Sydney
- 2008-2009 
  - Classement général de la course aux points
  - 1re de la course aux points à Cali
  - 2e du scratch à Pékin
  - 3e de la poursuite par équipes à Cali
  - 3e de la course aux points à Pékin
- 2009-2010
  - Classement général de la course aux points
  - 1re de la course aux points à Melbourne
  - 1re de la course aux points à Cali
  - 3e de la course aux points à Pékin
  - 2e du scratch à Melbourne
  - 2e du scratch à Cali
- 2010-2011
  - Classement général de la course aux points
  - 1re de la course aux points à Cali

### Championnats d'Europe
- Fiorenzuola 2001
  -  Championne d'Europe de la course aux points juniors
- Büttgen 2002
  -  Médaillée d'argent de la course aux points espoirs
- Moscou 2003
  -  Championne d'Europe de la course aux points espoirs
  -  Médaillée de bronze du scratch espoirs
- Fiorenzuola 2005
  -  Médaillée d'argent de la course aux points espoirs

### Championnats d'Italie
- Championne d'Italie de la course aux points : 2008, 2009, 2010 et 2012
- Championne d'Italie du scratch : 2010
- Championne d'Italie du keirin : 2013

## Distinctions
- Oscar TuttoBici des juniors : 2001
- Oscar TuttoBici : 2005, 2007, 2010, 2011, 2012, 2013 et 2014